# Lincolnshire
Lincolnshire (kiejtése ˈlɪŋkənʃər vagy ˈlɪŋkənʃɪər) Anglia egyik nem-nagyvárosi és ceremoniális megyéje az East Midlands régióban. Keleten az Északi-tenger határolja, míg délkeleten Norfolk, délen Cambridgeshire és Northamptonshire (utóbbival mindössze 18 méteren, ami Anglia legrövidebb megyehatára), délnyugaton Rutland, nyugaton Leicestershire és Nottinghamshire, északnyugaton South Yorkshire északon pedig East Riding of Yorkshire megyékkel határos. Közigazgatási székhelye Lincoln.
A nem-nagyvárosi és ceremoniális megye közötti különbség, hogy utóbbihoz hozzátartozik még North Lincolnshire és North East Lincolnshire egységes hatóság (unitary authority) is. A két önkormányzati hatóság azonban a Yorkshire and the Humber régió része, így a ceremoniális Lincolnshire megye egyszerre két régióhoz is tartozik.
A nem-nagyvárosi megye lakossága 714 800, míg a ceremoniális megyéé 1 042 000 fő.

## Története
Észak-Lincolnshire-ban a betelepülő angolszászok megalakították a Lindsey Királyságot, amely a 7. század végéig állt fenn, majd Mercia bekebelezte. 865-ben Csontnélküli Ivar vikingjei itt szálltak partra és teleltek át, hogy később meghódítsák Kelet-Angliát és létrehozzák a Danelaw-t, amelynek Lincolnshire is a része volt. A területet sokáig Lindseyként emlegették, így szerepel a 11. századi Domesday Book-ban is. A normann hódítás után Normadiai Vilmos megépítette Lincoln várát, a birtokokat pedig hívei között osztotta szét. A középkorban számos apátság épült Lincoln és Boston között és a régió a juhtenyésztéséről és a bostoni központú gyapjúkereskedelméről lett híres.
Az 1888-as közigazgatási reform során Lincolnshire három megyei rangú régióra bomlott: az északi Lindseyre, a délkeleti Hollandra és a délnyugati Kestevenre. 1974-ben a három megyét Lincolnshire néven egyesítették; egyúttal északi részét Humberside megyéhez csatolták. Humberside 1996-ban megszűnt és belőle jött létre East Riding of Yorkshire, North Lincolnshire és North East Lincolnshire. Közigazgatásilag az utóbbi kettő nem tartozik Lincolnshire-hez, a ceremoniális megyéhez viszont igen.
2008-ban 4,7-5,3-as földrengés rázta meg a megyét; ez volt az utóbbi idők legerősebb Brit-szigeteki földrengése.

## Földrajz
Lincolnshire nem-nagyvárosi megye területe 5 921 km², amivel a negyedik legnagyobb az ilyen közigazgatási egységek között. A ceremoniális megye területe 6 959 km², amivel North Yorkshire után a második. A megye nagyobb földrajzi régiói a Lincolnshire Fens valamikori lápvidéke (délkeleten); északon a szintén korábban mocsaras Carrs; a Humber folyó és Spilsby városa között a tengerparttal párhuzamosan futó Lincolnshire Wolds mészkőből és homokkőből felépülő dombvonulata; a Humber torkolat északon; a tengerpart keleten; délnyugaton pedig a Kesteveni-dombság.

## Közigazgatás és politika

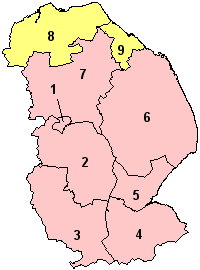
Lincolnshire kerületei

Lincolnshire hét kerületre és két egységes hatóságra oszlik:
1. City of Lincoln
2. North Kesteven
3. South Kesteven
4. South Holland
5. Boston
6. East Lindsey
7. West Lindsey
8. North Lincolnshire
9. North East Lincolnshire

| 1  | Lincoln      | Lincoln                 | 120 |
| 2  | Grimsby      | North East Lincolnshire | 88  |
| 3  | Scunthorpe   | North Lincolnshire      | 80  |
| 4  | Grantham     | South Kesteven          | 42  |
| 5  | Boston       | Boston                  | 40  |
| 6  | Cleethorpes  | North East Lincolnshire | 40  |
| 7  | Spalding     | South Holland           | 32  |
| 8  | Skegness     | East Lindsey            | 25  |
| 9  | Gainsborough | West Lindsey            | 21  |
| 10 | Stamford     | South Kesteven          | 20  |

A 2015-ös választások után Lincolnshire 9 konzervatív és 2 munkáspárti képviselőt küldött a parlament alsóházába.

## Gazdaság
1995 és 2003 között a megye gazdasága 5,7 milliárd fontról 8,4 milliárdra nőtt; eközben a mezőgazdaság 657 millióról 518 millióra csökkent, az ipar 1,769 milliárdról 2518 milliárdra, míg a szolgáltató szektor 3,292 milliárdról 5,383 milliárdra nőtt. 
Lincolnshire fő mezőgazdasági terményei a búza, árpa, cukorrépa és repce. A megye déli termékeny földjein burgonyát, káposztát, karfiolt és hagymát is nagy mennyiségben termesztenek. Sutton Bridge-ben található az egyik legfontosabb brit mezőgazdasági kísérleti állomás, amely elsősorban a burgonyatermesztésre koncentrál.
A mezőgazdaság gépesítése a 20. század elején lényegesen csökkentette az alkalmazott munkaerő létszámát, akik Lincoln, Gainsborough és Grantham gyáraiban találtak munkát. A leghíresebb ilyen üzem a lincolni William Foster & Co. gépgyártó volt, amely az első tankot készítette az első világháborúban. Azóta a megye elvesztette vezető szerepét a gépgyártásban. 

## Híres lincolnshire-iek
- Joseph Banks 18. századi botanikus
- George Boole matematikus
- Anne Bradstreet író
- Jim Broadbent színész
- William Byrd reneszánsz zeneszerző

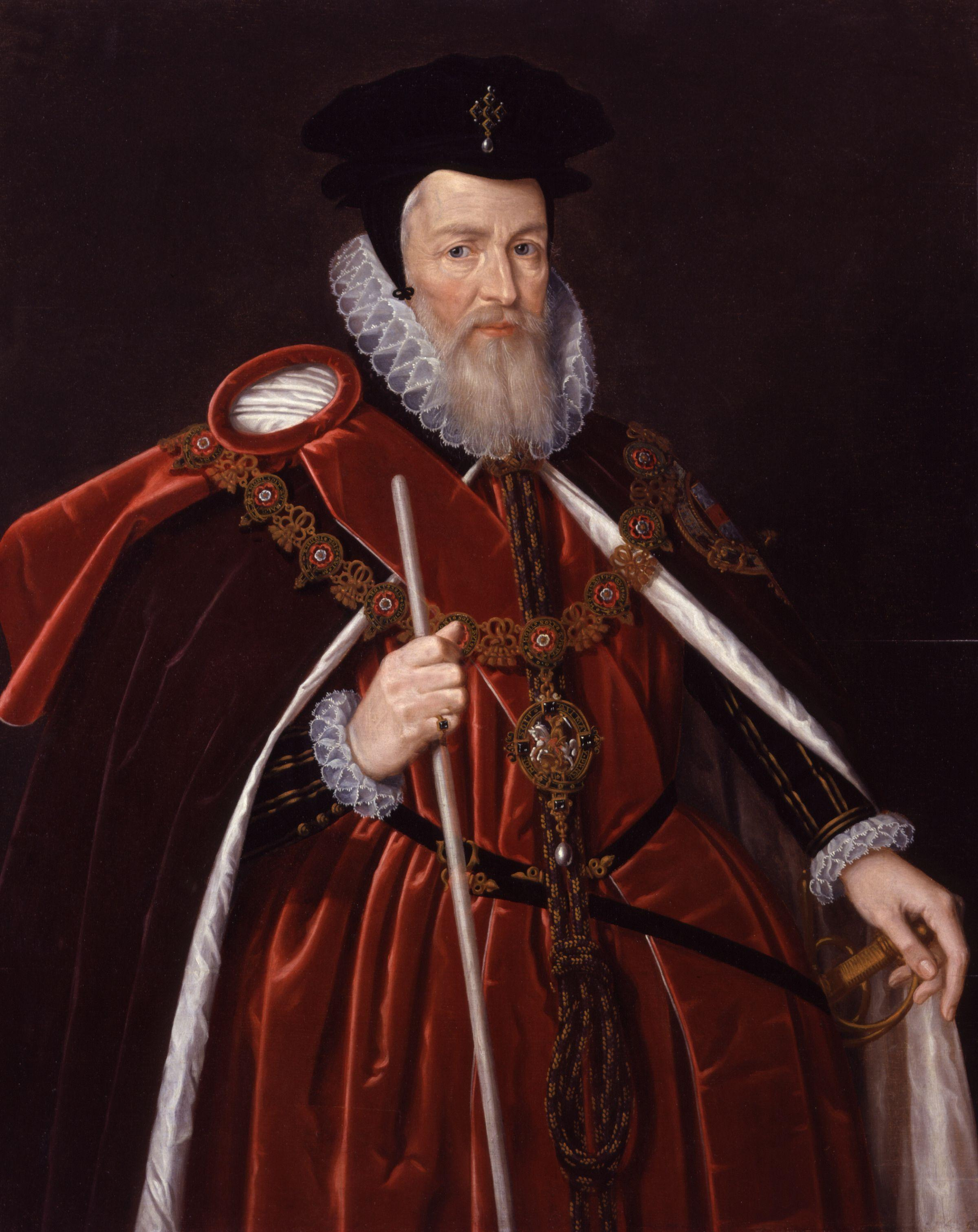
William Cecil

- William Cecil politikus, I. Erzsébet főtanácsadója
- Matthew Flinders tengerész, felfedező
- Michael Colin Foale űrhajós
- John Franklin sarkkutató
- Szent Guthlac angolszász remete
- John Harrison a kronométer feltalálója
- IV. Henrik király a lincolnshire-i Bolingbroke-kastélyban született

- Avaloni Szent Hugó lincolni püspök

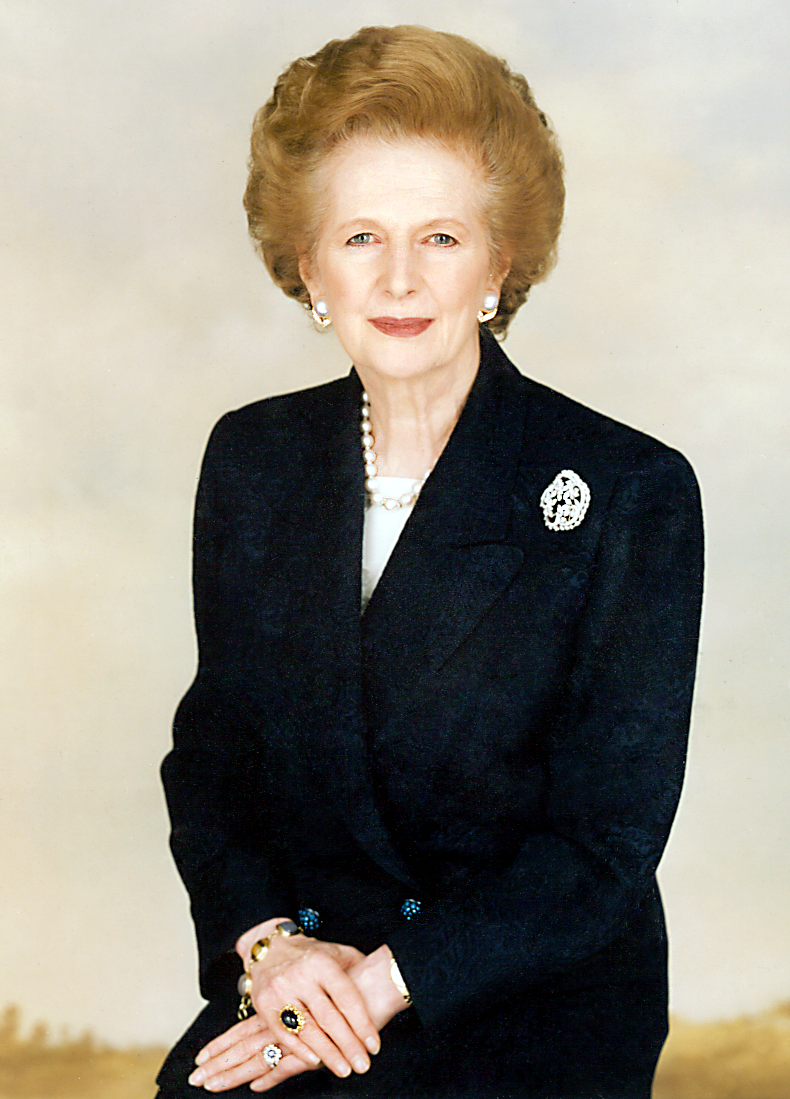
Margaret Thatcher

- Halford Mackinder politikus, földrajztudós
- Isaac Newton fizikus
- Joan Plowright színésznő
- Jennifer Saunders színésznő
- John Smith felfedező, az első amerikai brit gyarmat vezetője
- Alfred Tennyson költő
- Margaret Thatcher politikus
- John és Charles Wesley a metodista egyház alapítói
- Frank Whittle a sugárhajtómű feltalálója

## Látnivalók

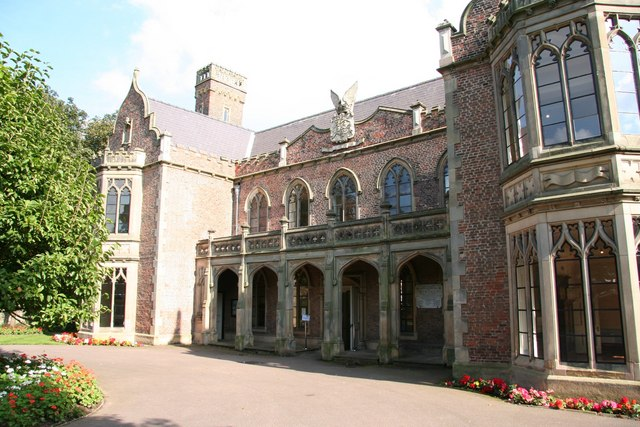
Ayscoughfee Hall
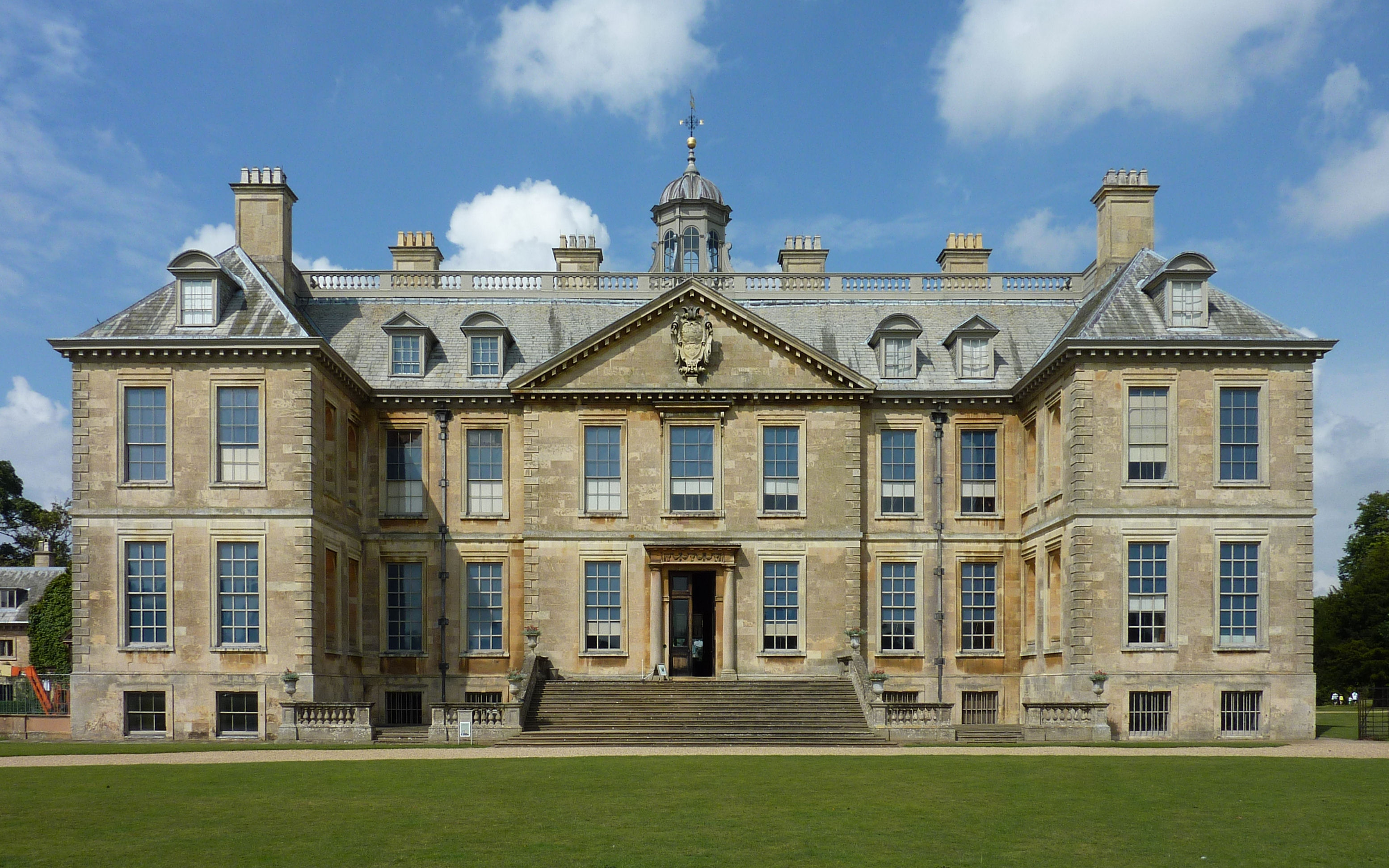
Belton House
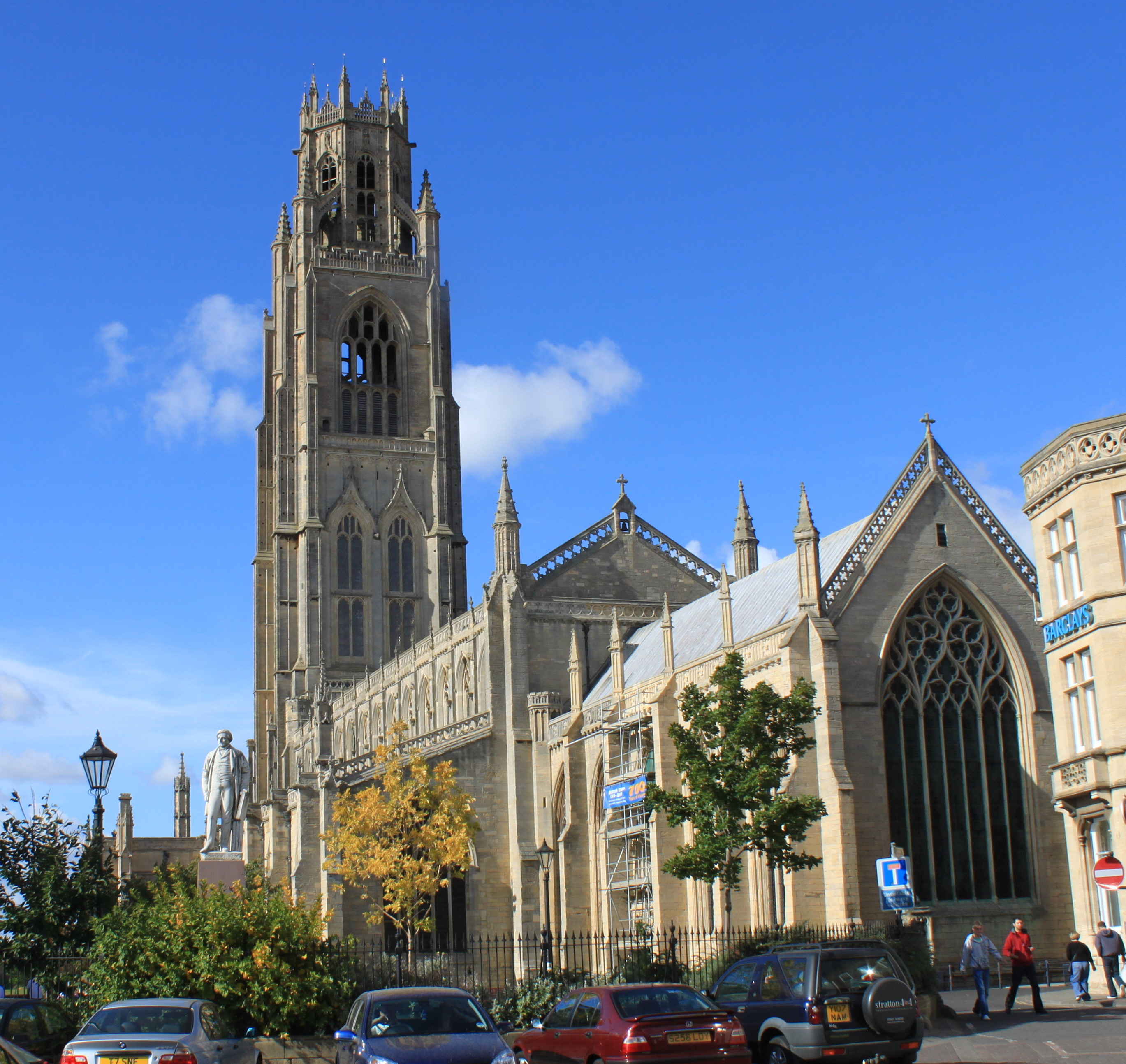
Bostoni gótikus templom
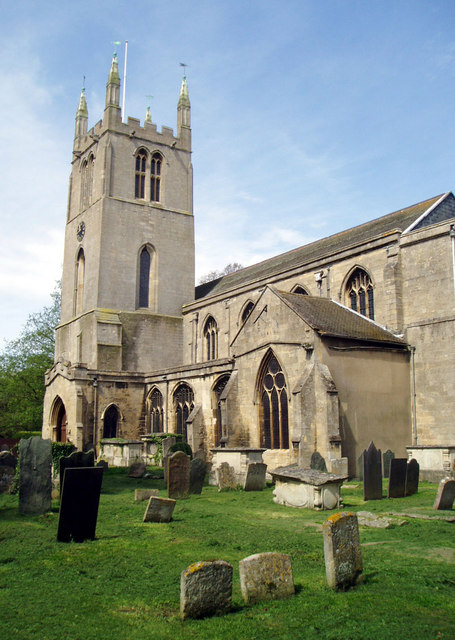
Bourne Abbey
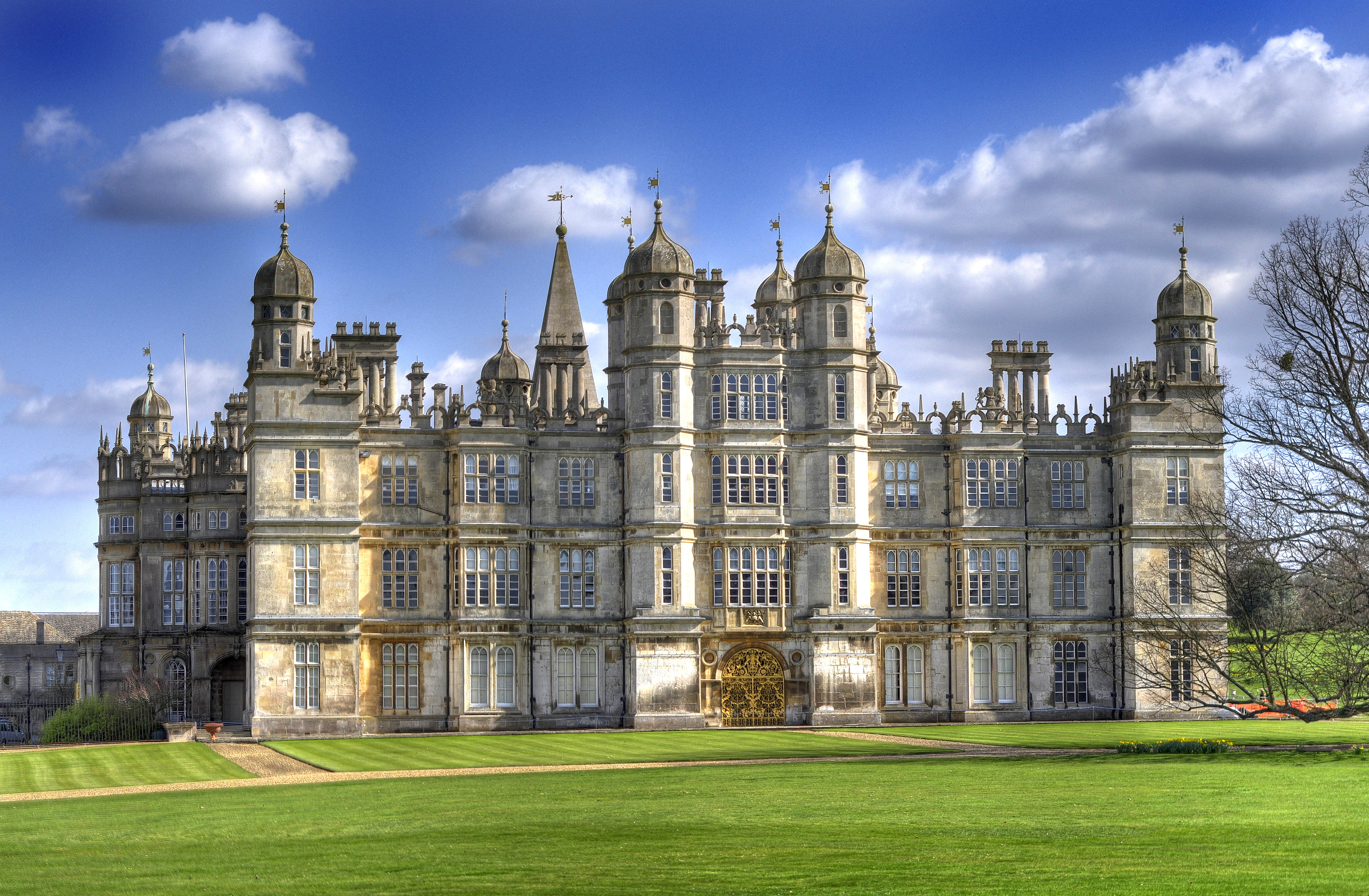
Burghley House
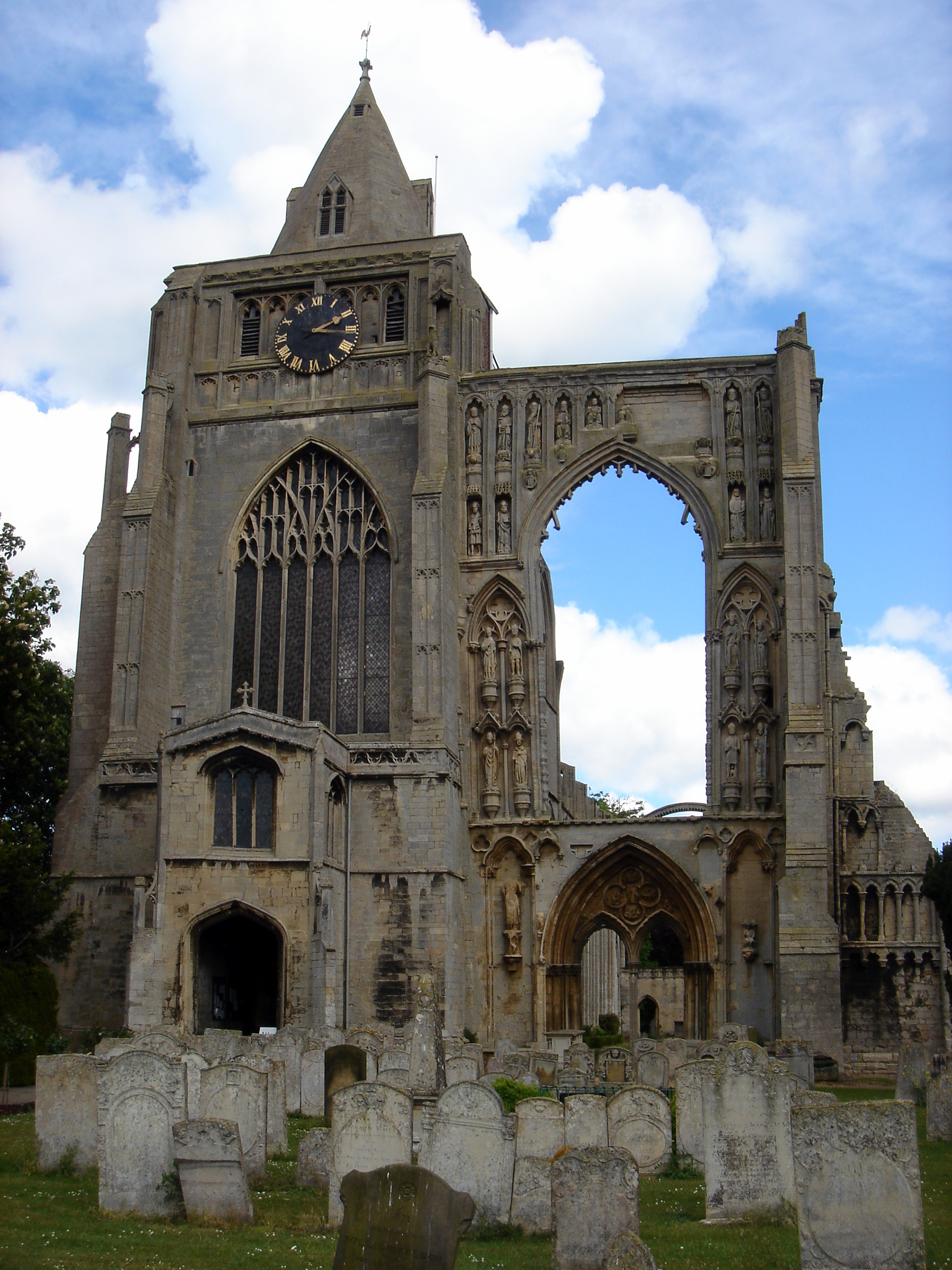
Crowland Abbey
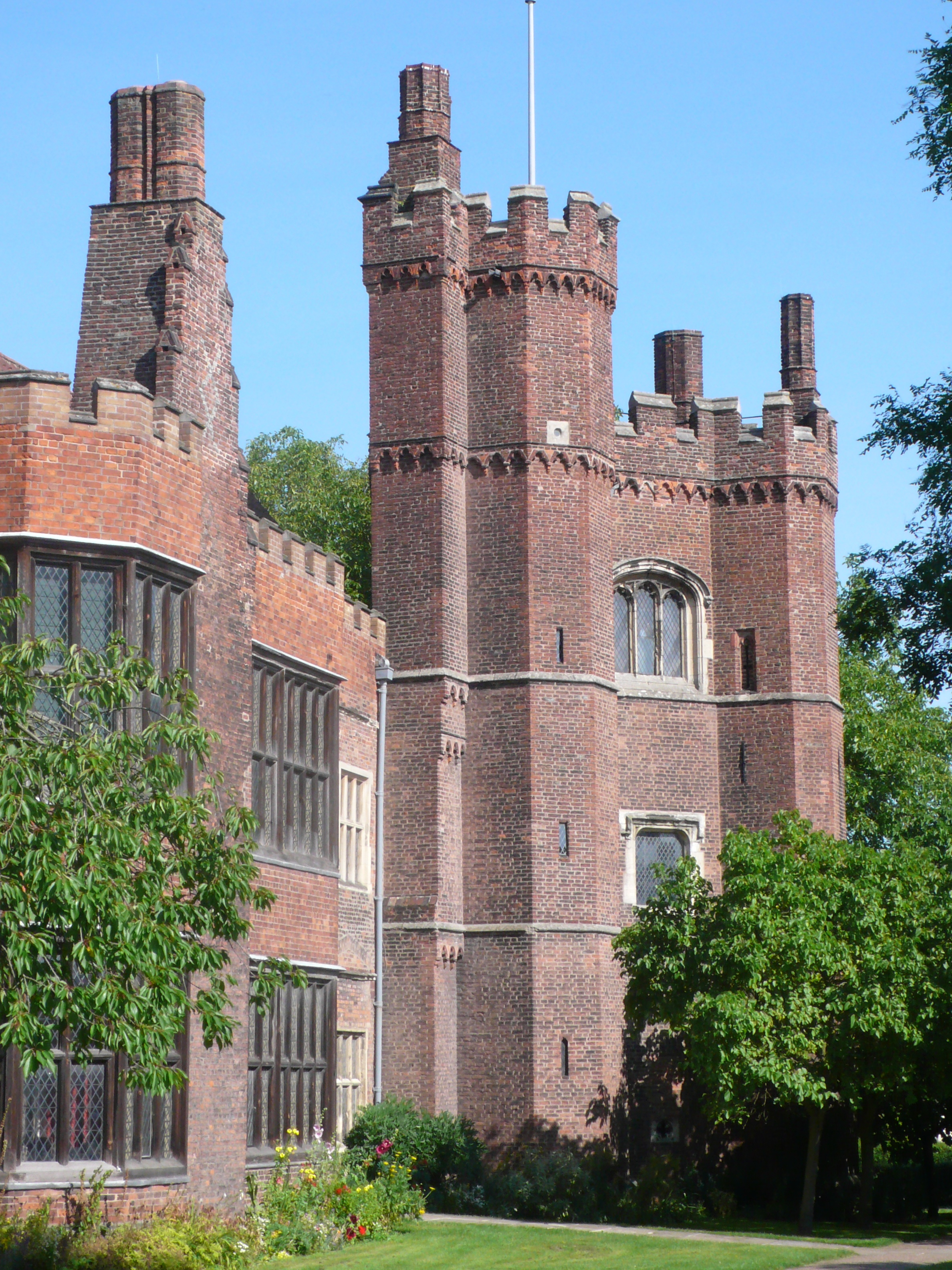
Gainsborough Old Hall
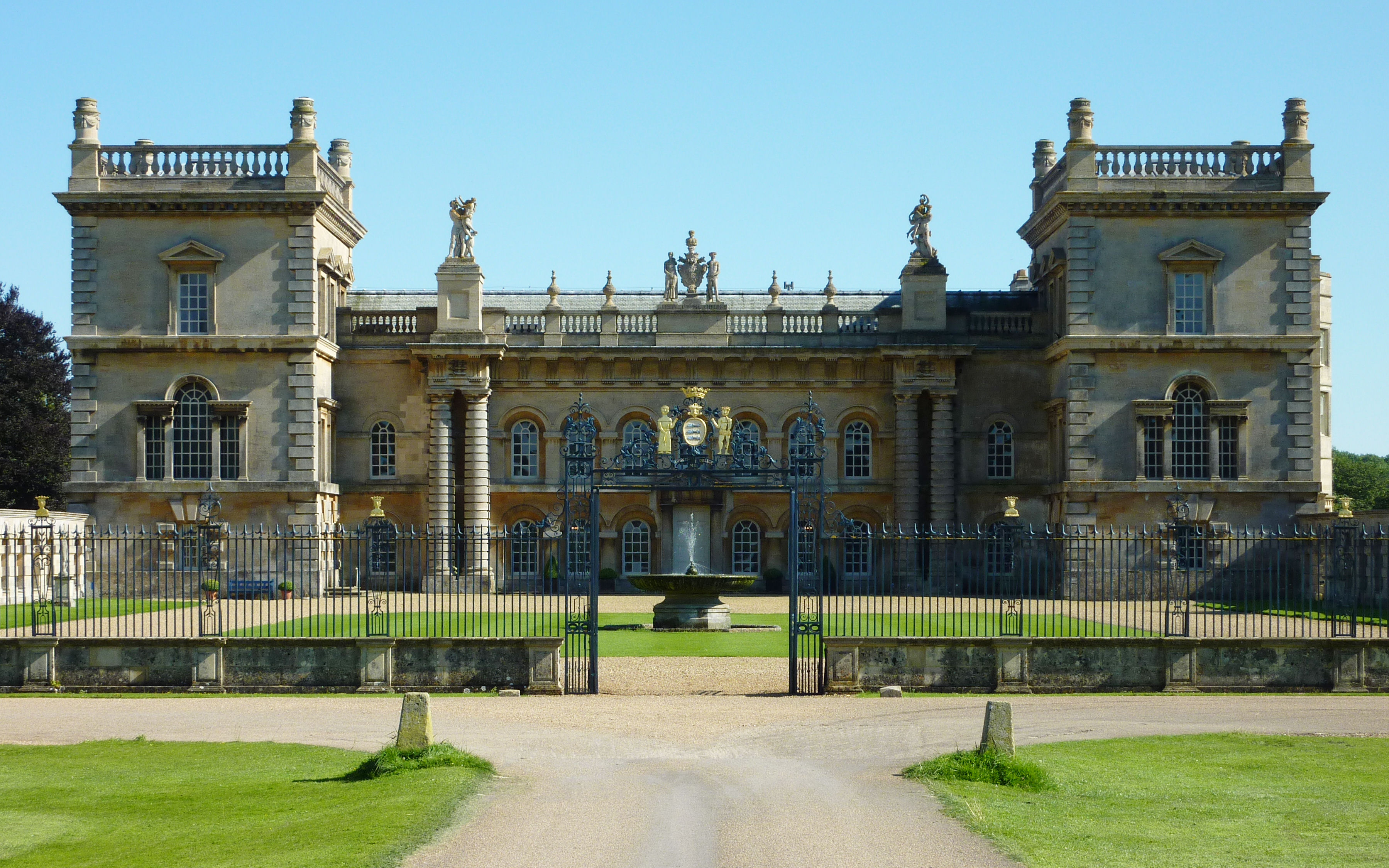
Grimsthorpe Castle
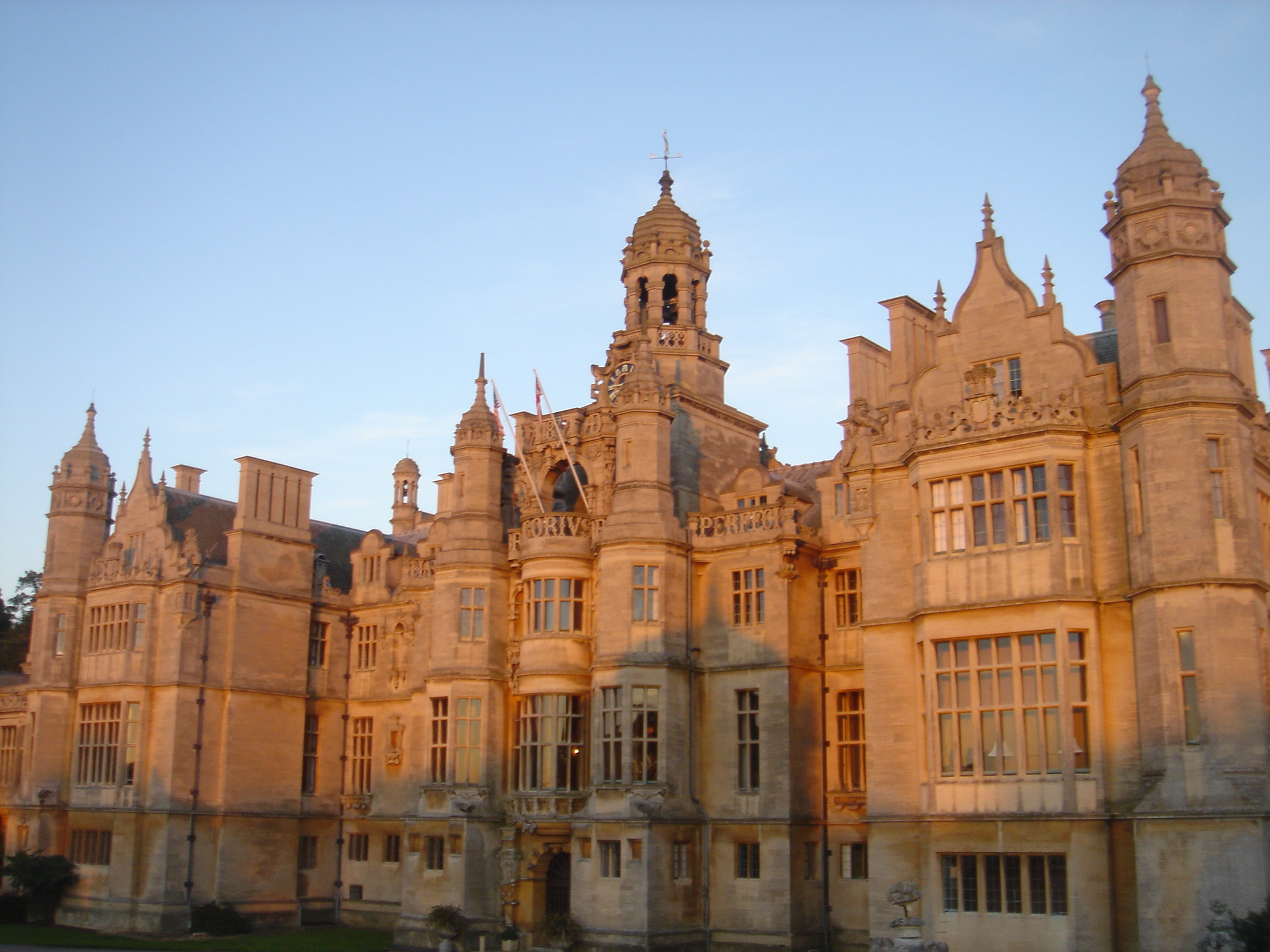
Harlaxton Manor
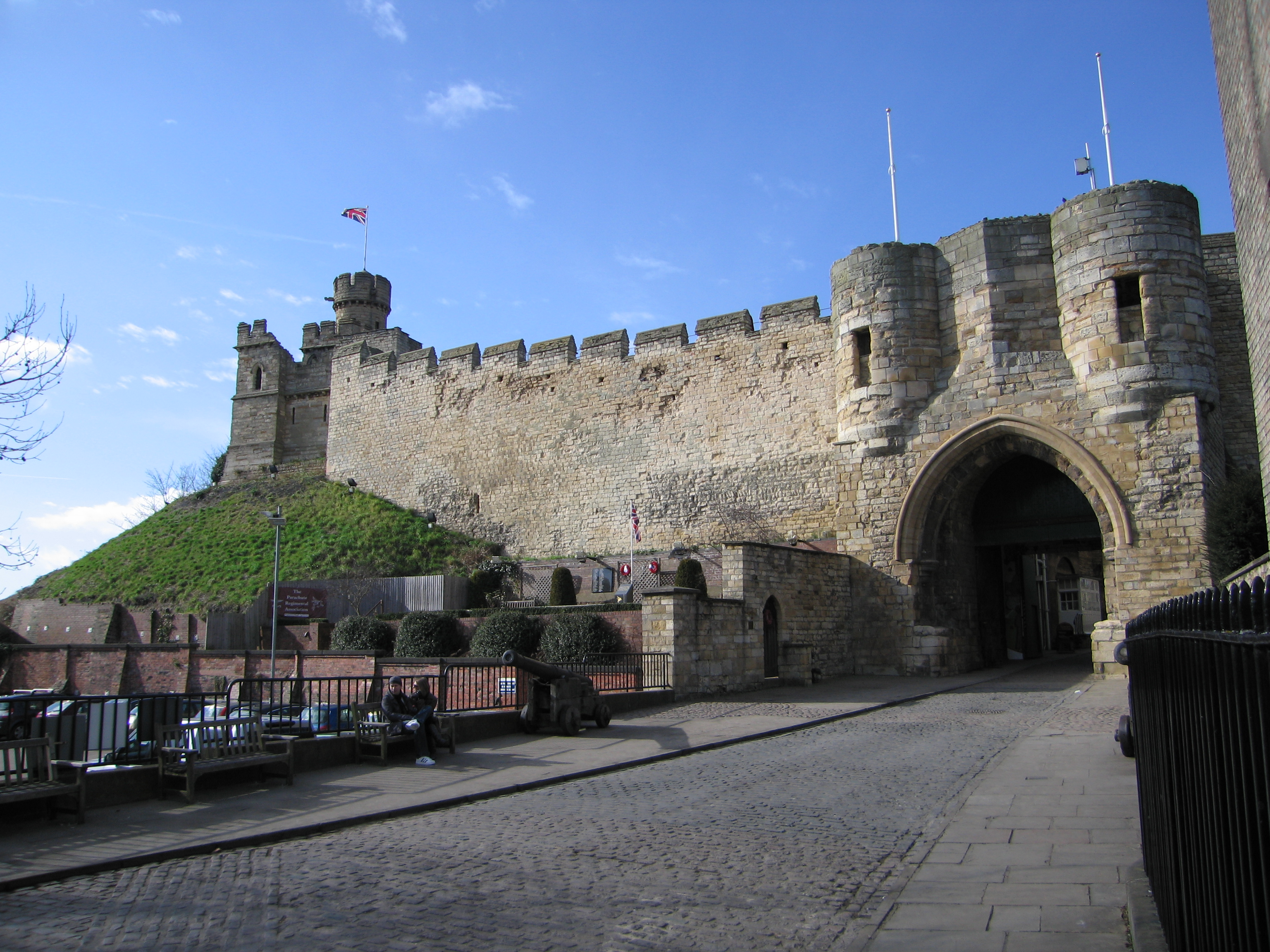
Lincoln Castle
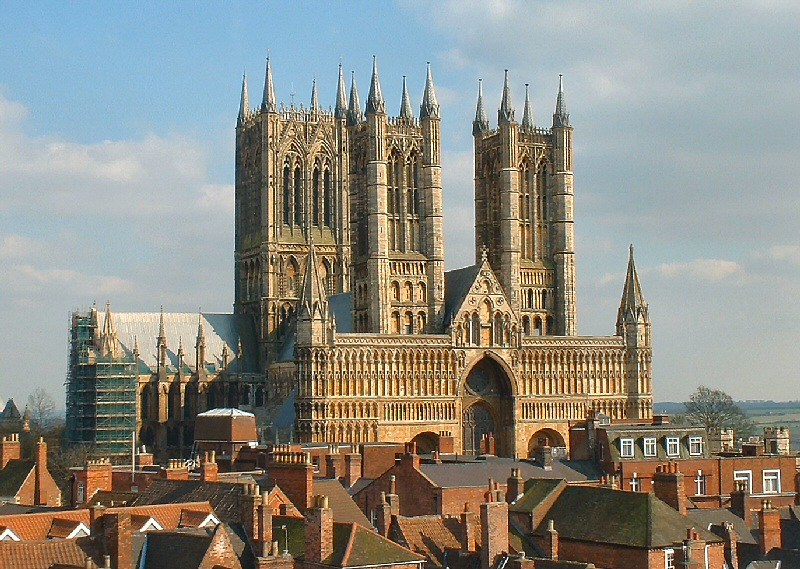
Lincolni katedrális
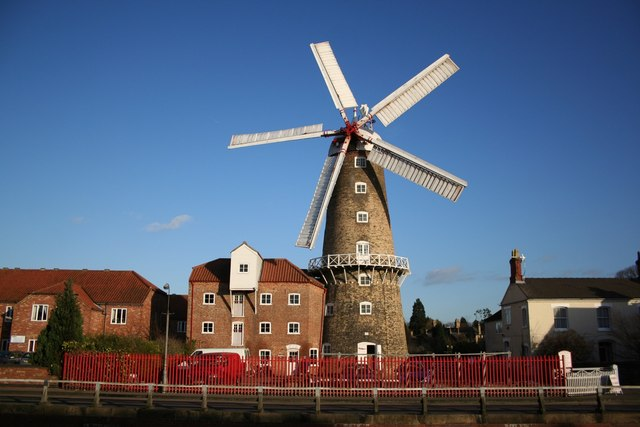
Maud Foster szélmalom
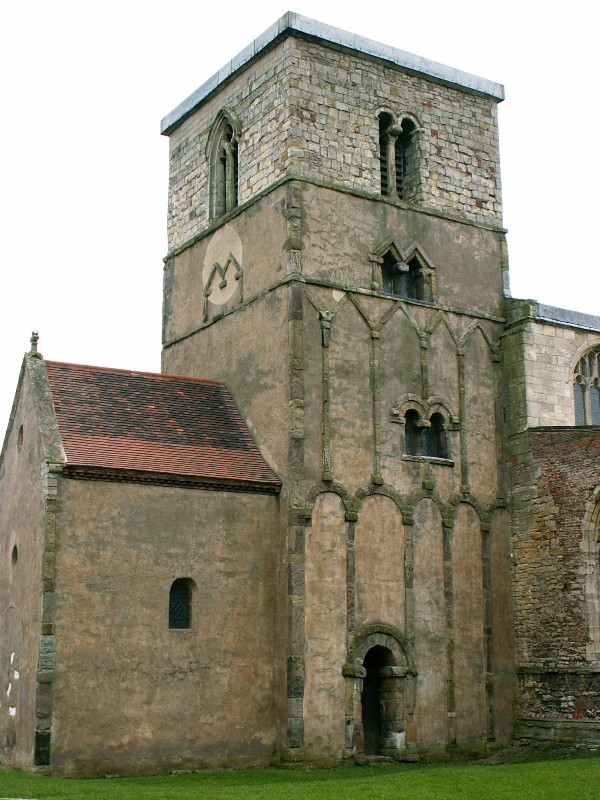
Barton-upon-Humber angolszász temploma
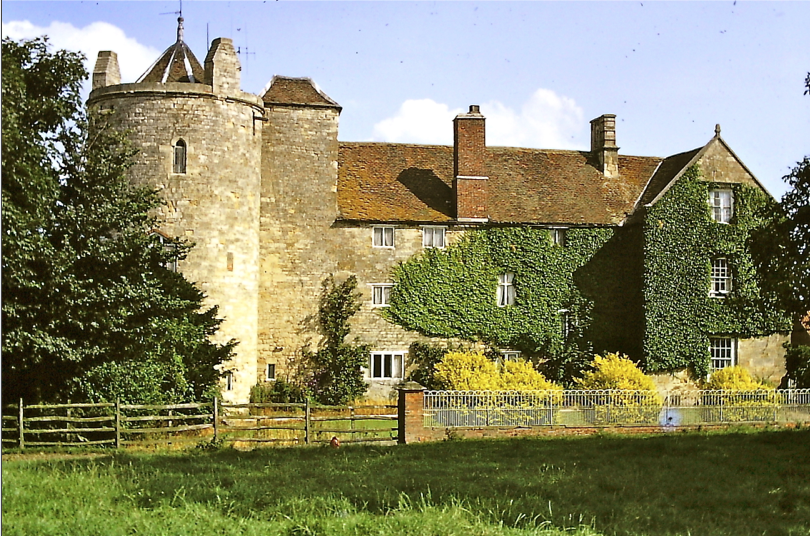
Somerton Castle
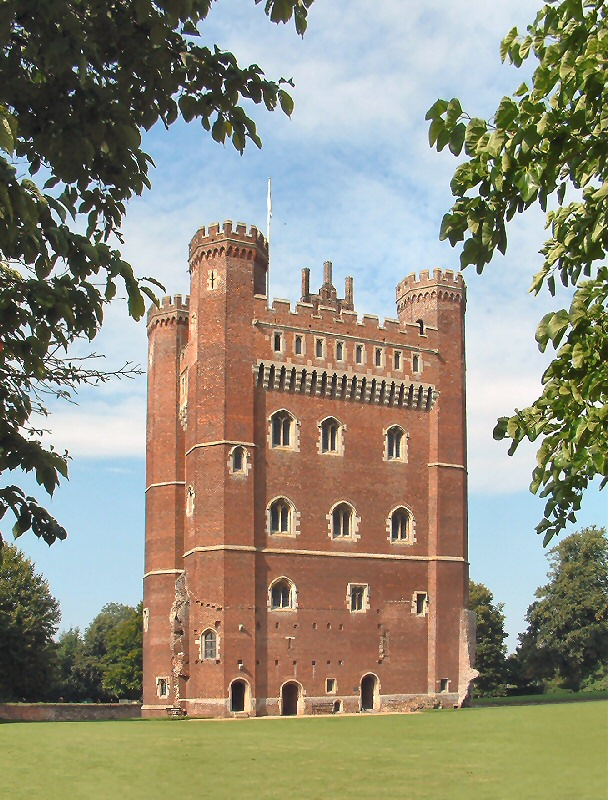
Tattershall Castle

## Fordítás
- Ez a szócikk részben vagy egészben  a   Lincolnshire című angol Wikipédia-szócikk ezen változatának fordításán alapul.  Az eredeti cikk szerkesztőit annak laptörténete sorolja fel. Ez a jelzés csupán a megfogalmazás eredetét és a szerzői jogokat jelzi, nem szolgál a cikkben szereplő információk forrásmegjelöléseként.